# 박단마
박단마(朴丹馬, Dahn-Ma Park, 1921년 ~ 1992년 1월 23일)는 일제강점기에 데뷔하여 1950년대까지 활동한 대한민국의 가수이자 성악가이자 연극배우이자 뮤지컬배우이다.

## 생애
1921년 경기도 개성부에서 태어났다. 어렸을 때부터 연극무대에 섰고 1934년에 경성방송국에 출연하여 노래를 불렀다. 1937년 6월 빅타레코드에서 <상사 구백 리>,<날 두고 진정 참말>을 취입하면서 데뷔하였다.이후 <아이고나 요 맹꽁>(맹꽁이 타령), <나는 열일곱 살> 등을 발표하면서 인기를 끌게 된다. 박단마는 빅타레코드에서 전속가수로 있으면서 황금심과 함께 많을 사랑을 받았다. 1950년대에 들어서는 <슈샤인 보이>,<아리랑 목동>을 발표하면서 인기를 이어 갔다.<아리랑 목동>은 박단마가 최초로 취입하고 이후 김치켓, 백일희가 다시 불렀고 현재는 응원가로 많이 불리고 있다. 1950년대 말에 미국 남성과 결혼과 동시에 미국으로 이민을 떠났다. 1977년에는 귀국하여 오아시스레코드에서 독집을 발매하였다. 1992년 로스앤젤레스의 한 병원에서 심장마비로 수술을 받은 뒤 종교를 이유로 수혈을 거부하여 사망하였다.